# Томас III фон Райтценщайн
Томас III фон Райтценщайн (на немски: Thomas III von Reitzenstein; † 4 април 1465) е благородник от стария род фон Райтценщайн, господар на замък Райтценщайн (днес към Исигау) в Горна Франкония.
Потомък е на Конрад фон дер Грюн († 1324), който се нарича на замък Райтценщайн.

## Фамилия
Томас III фон Райтценщайн се жени за Елизабет фон Люхау († 1453), дъщеря на Хайнрих фон Люхау († 25 май 1445) и 	Елизабет фон Шпарнек. Те имат една дъщеря:
- Елизабет фон Райтценщайн († 1498 или декември 1502), омъжена 1464 г. за Фридрих IV фон Кастел (* ок. 1435; † 12 януари 1498)